# Pointe du Diamant
Ne doit pas être confondu avec Pointe-de-diamant ou Rocher du Diamant.
La pointe du Diamant est un cap de France situé à Saint-Pierre-et-Miquelon.

## Géographie
La pointe du Diamant forme l'extrémité méridionale de l'île Saint-Pierre. Elle est constituée d'une petite presqu'île s'avançant dans l'océan Atlantique, une masse arrondie culminant à 22 mètres d'altitude qui se prolonge vers le sud par le cap proprement dit et culminant lui à 25 mètres d'altitude. L'étang de Savoyard sépare la pointe du Diamant du reste de l'île Saint-Pierre.
Les côtes rocheuses de la pointe sont entourées de plusieurs rochers et récifs dont la Roche la Perle, le Caillou à Patate et le Diamant. L'épave du Troot Pool se trouve sur la côté orientale de la pointe.
Des pistes et chemins permettent de faire le tour de la pointe.

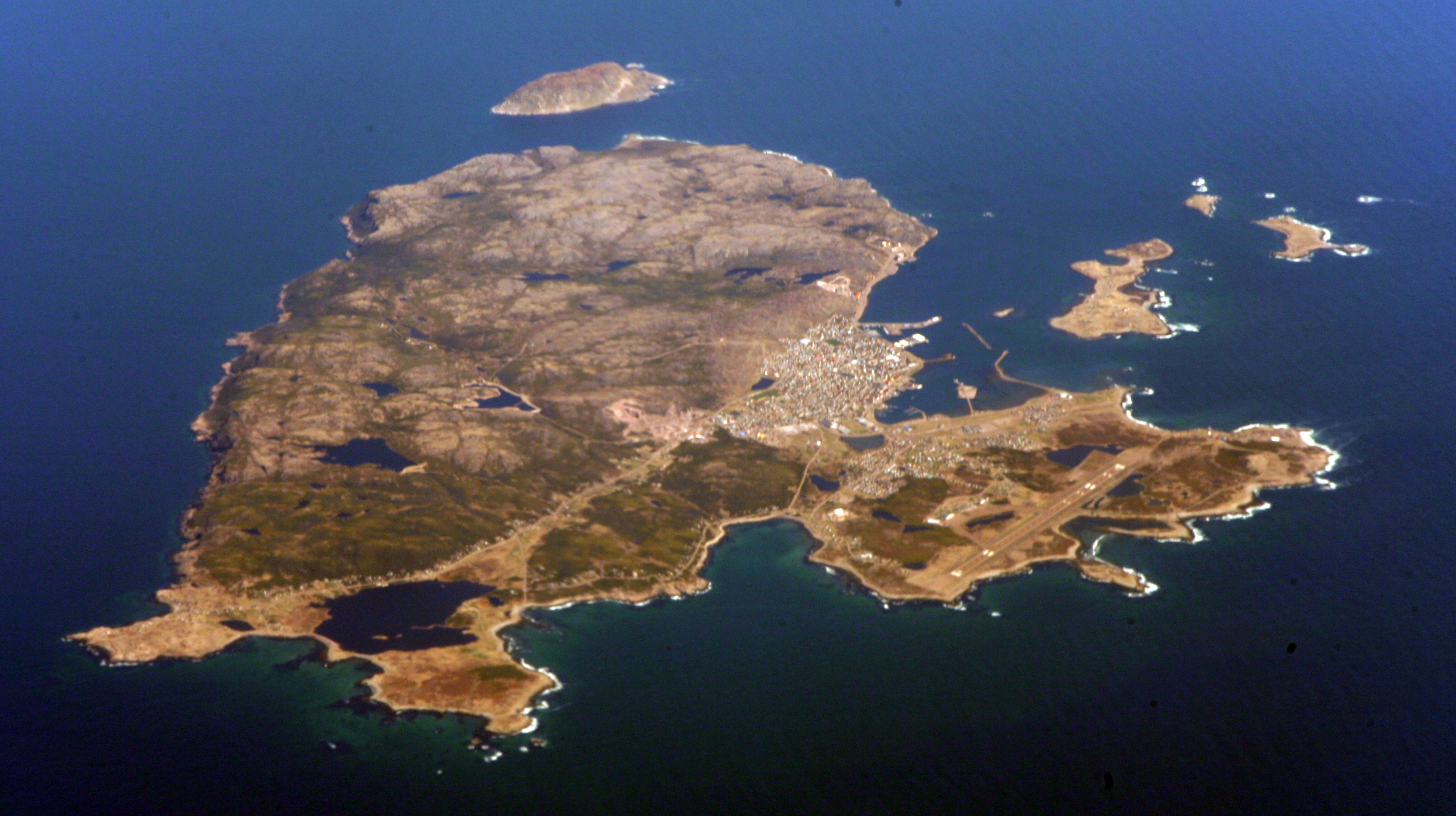
Vue aérienne de l'île Saint-Pierre depuis le sud-ouest avec la pointe du Diamant en bas.